# 233-тя танкова дивізія (Третій Рейх)
233-тя резервна танкова дивізія (Третій Рейх) (нім. 233. Reserve-Panzer-Division) — резервна танкова дивізія Вермахту, що існувала у складі Сухопутних військ Німеччини в роки Другої світової війни. У бойових діях участі не брала, виконувала окупаційні функції на території окупованої Данії.

## Історія
233-тя резервна танкова дивізія сформована 5 квітня 1943 року у Франкфурті-на-Одері в III військовому окрузі Вермахту шляхом переформування 233-ї панцергренадерської дивізії.
Дивізія веде свою історію від заснування 15 травня 1942 року у Франкфурті-на-Одері в III-му військовому окрузі Вермахту моторизованої дивізії № 233, на яку покладалися завдання з підготовки німецьких танкових та моторизованих військ в зоні відповідальності округу.
7 липня 1942 року дивізію перейменували на 233-ю панцергренадерську дивізію, а 5 квітня 1943 вона отримала нову назву 233-тя танкова дивізія.
18 серпня 1943 формування дивізії передислоковані на територію окупованої Данії, де вона отримала нове найменування — 233-тя резервна танкова дивізія.
21 лютого 1945 в Данії була знову утворена 233-тя танкова дивізія шляхом перейменування 233-ї резервної танкової дивізії. У квітні 1945 панцергренадерські частини дивізії пішли на формування танкової дивізії «Клаузевіц». Залишки дивізії капітулювали 8 травня 1945 на території Данії.

## Райони бойових дій
- Німеччина (травень 1942 — серпень 1943);
- Данія (серпень 1943 — травень 1945).

## Командування

### Командири
Моторизована дивізія № 233
- генерал артилерії Курт Ян (нім. Curt Jahn) (15 травня — 7 липня 1942);

233-тя панцергренадерська дивізія
- генерал артилерії Курт Ян (нім. Curt Jahn) (7 липня 1942 — 1 березня 1943);
- генерал-лейтенант Генріх Вош (нім. Heinrich Wosch) (1 березня — 5 квітня 1943);

233-тя танкова дивізія
- генерал-лейтенант Генріх Вош (5 квітня — 7 серпня 1943);

233-тя резервна танкова дивізія
- генерал-лейтенант Курт Куно (нім. Kurt Cuno) (8 серпня 1943 — 20 травня 1944);
- генерал-лейтенант Макс Фремерей (нім. Max Fremerey) (20 травня — 15 серпня 1944);
- генерал-лейтенант Гельмут фон дер Шевалері (нім. Hellmuth von der Chevallerie) (15 серпня — 4 жовтня 1944);
- генерал-лейтенант Макс Фремерей (4 жовтня 1944 — квітень 1945).

233-тя танкова дивізія
- генерал-лейтенант Макс Фремерей (квітень — 8 травня 1945).

### Підпорядкованість
| Час     | Корпус | Армія | Група армій (округ)           | Штаб               |
| ------- | ------ | ----- | ----------------------------- | ------------------ |
| 1942    |        |       |                               |                    |
| січень  | —      | —     | III-й військовий округ        | Франкфурт-на-Одері |
| 1943    |        |       |                               |                    |
| січень  | —      | —     | III-й військовий округ        | Франкфурт-на-Одері |
| серпень | —      | —     | Командування Вермахту в Данії | Хорсенс            |
| 1944    |        |       |                               |                    |
| січень  | —      | —     | Командування Вермахту в Данії | Хорсенс            |
| 1945    |        |       |                               |                    |
| січень  | —      | —     | Командування Вермахту в Данії | Хорсенс            |
| травень | —      | —     | Командування Вермахту в Данії | Хорсенс            |

### Склад
| Травень 1942                                      | Липень 1942                                       | Квітень 1943                             | Серпень 1943                                    | Квітень 1945                            |
| ------------------------------------------------- | ------------------------------------------------- | ---------------------------------------- | ----------------------------------------------- | --------------------------------------- |
| 83-й запасний панцер-гренадерський полк           | 83-й запасний панцер-гренадерський полк           | 83-й запасний панцер-гренадерський полк  | 83-й резервний панцер-гренадерський полк        | 83-й панцер-гренадерський полк          |
| 3-й запасний моторизований полк                   | 3-й запасний моторизований полк                   | 3-й запасний моторизований полк          | 3-й резервний гренадерський полк                | 42-й панцер-гренадерський полк          |
| —                                                 | —                                                 | —                                        | —                                               | 50-й панцер-гренадерський полк          |
| 5-й запасний танковий батальйон                   | 5-й запасний танковий батальйон                   | 5-й запасний танковий батальйон          | 5-й резервний танковий батальйон                | —                                       |
| I/59-й та II/59-й запасні артилерійські дивізіони | I/59-й та II/59-й запасні артилерійські дивізіони | 59-й запасний артилерійський полк        | 59-й резервний артилерійський дивізіон          | 1233-й артилерійський полк              |
| 3-й запасний дивізіон винищувачів танків          | 3-й запасний дивізіон винищувачів танків          | 3-й запасний дивізіон винищувачів танків | 3-й резервний дивізіон винищувачів танків       | 1033-й загін самохідної артилерії       |
| 43-й запасний дивізіон винищувачів танків         | 43-й запасний дивізіон винищувачів танків         | —                                        | —                                               | —                                       |
| —                                                 | —                                                 | —                                        | 3-й резервний танковий розвідувальний батальйон | 233-й танковий розвідувальний батальйон |
| 3-й запасний мотоциклетний батальйон              | 3-й запасний мотоциклетний батальйон              | 3-й запасний мотоциклетний батальйон     | —                                               | —                                       |
| 4-й запасний мотоциклетний батальйон              | 4-й запасний мотоциклетний батальйон              | 4-й запасний мотоциклетний батальйон     | —                                               | —                                       |
| 9-й запасний велосипедний загін                   | 9-й запасний велосипедний загін                   | —                                        | —                                               | —                                       |
| 208-й запасний танковий інженерний батальйон      | 208-й запасний танковий інженерний батальйон      | 208-й запасний інженерний батальйон      | 208-й резервний танковий інженерний батальйон   | 1233-й танковий інженерний батальйон    |
| —                                                 | —                                                 | —                                        | 1233-тя танкова рота зв'язку                    | 1233-тя танкова рота зв'язку            |
| —                                                 | —                                                 | —                                        | 1233-тє управління постачання дивізії           | 1233-тє управління постачання дивізії   |